# Cuyos de Caoba
Cuyos de Caoba es un ejido del municipio de Balancán ubicado en la subregión de los Ríos del estado mexicano de Tabasco.

## Geografía
La localidad se ubica a 57.4 kilómetros (en dirección noreste) de la localidad de Balancán de Domínguez, la cabecera y lugar más poblado del municipio. Se sitúa en las coordenadas geográficas 17°34′14″N 91°03′14″O / 17.570556, -91.053889, a una elevación de 59 metros sobre el nivel del mar.

## Demografía
Según el Conteo de Población y Vivienda 2020, efectuado por el Instituto Nacional de Estadística y Geografía, la localidad de Cuyos de Caoba tiene 369 habitantes, de los cuales 170 son del sexo masculino y 199 del sexo femenino. Su tasa de fecundidad es de 3.13 hijos por mujer y tiene 93 viviendas particulares habitadas.
| Gráfica de evolución demográfica de Cuyos de Caoba entre 1970 y 2020 |
|                                                                      |
| INEGI.                                                               |